# Sanktionsliste
Eine Sanktionsliste ist ein offizielles Verzeichnis, in dem Personen, Gruppen, Organisationen oder Wirtschaftsgüter (Waren) aufgeführt sind, gegen bzw. für die wirtschaftliche oder rechtliche Einschränkungen ausgesprochen wurden. Während die personen-/organisationsbezogenen Sanktionslisten der weltweiten Terrorismusbekämpfung und der Unterstützung von Embargos dienen, werden die güterbezogenen Sanktionslisten aus politischen oder wirtschaftlichen Gründen (z. B. Einfuhrzölle auf bestimmte in einer Sanktionsliste aufgeführte Produkte) erlassen.

## Personen- bzw. organisationsbezogene Sanktionslisten
Als Reaktion auf die Terroranschläge vom 11. September 2001 hat der Sicherheitsrat der Vereinten Nationen Resolutionen erlassen, die der Bekämpfung des Terrorismus dienen. Auf Grundlage dieser Resolutionen haben viele Länder/Staatengemeinschaften Gesetze und Verordnungen erlassen, die u. a.  jedweden geschäftlichen Verkehr mit Personen, Vereinigungen, Organisationen oder Unternehmen verbieten, die im Verdacht stehen, in Kontakt mit Osama bin Laden, dem Al-Qaida-Netzwerk oder den Taliban zu stehen. In der Europäischen Gemeinschaft sind auf der Grundlage der beiden Resolutionen 1373 (2001) und 1390 (2002) des Sicherheitsrates der Vereinten Nationen rechtsverbindliche Verordnungen erlassen worden, die sich zum einen gegen Osama bin Laden, Al-Qaida und die Taliban und zum anderen gegen sonstige terrorverdächtige Personen und Organisationen. richten.
Mithilfe der Sanktionslisten soll dem internationalen Terrorismus die wirtschaftliche Basis durch die Unterbindung jeglicher finanzieller Transaktionen sowie der Nutzung von wirtschaftlichen Ressourcen entzogen werden. Deshalb sind der Handel oder andere geschäftliche Beziehungen mit in Sanktionslisten aufgeführten Personen, Gruppen oder Organisationen verboten. Mit der Bekanntgabe/Aktualisierung einer solchen Sanktionsliste ist deren Inhalt rechtlich gültig.
Personen-/organisationsbezogene Sanktionslisten sind daher ein Bestandteil der Exportkontrolle in Wirtschaftsunternehmen, um die wirtschaftliche Isolation der in den Sanktionslisten genannten Personen, Gruppen und Organisationen umsetzen zu können und die Wirtschaftsunternehmen selber vor strafrechtlichen Konsequenzen zu bewahren (siehe z. B. in Deutschland § 34 Abs. 4 und 7 des Aussenwirtschaftsgesetzes (AWG)). Die Frage, inwieweit datenschutzrechtliche Bedenken einer (elektronischen) Prüfung von Mitarbeitern, Kunden oder Lieferanten auf Basis der Sanktionslisten entgegenstehen, ist rechtlich schwierig zu beantworten. In einem 2010 veröffentlichten Aufsatz kommt der Autor zu dem Schluss, dass diese Überprüfung datenschutzrechtlich zulässig ist. Für europäische Gesellschaften bleibt die Verarbeitung aber auf die EU-Terrorlisten beschränkt; ein Screening mit US-Terrorlisten ist nach Aussage eines anderen Autors unzulässig.
Im Gegensatz zu Embargos, welche sich immer gegen ein Land richten, sind die personen-/organisationsbezogenen Sanktionslisten länderunabhängig.

### Wichtige personen-/organisationsbezogene Sanktionslisten
Grundlage der meisten nationalen personen- bzw. organisationsbezogenen Sanktionslisten ist die UN-Sanktionsliste. Der Sicherheitsrat der Vereinten Nationen kann, gestützt auf die UNO-Charta, Wirtschaftssanktionen gegen Rechtsbrecher und Friedensstörer ergreifen. Die Mitgliedsländer sind völkerrechtlich verpflichtet, solche Maßnahmen umzusetzen.  Seitens der Europäischen Union werden die Sanktionsbeschlüsse der UN in die europäische Sanktionsliste übernommen und gesondert publiziert. Darüber hinaus erstellen einzelne Länder zusätzliche personen-/organisationsbezogene Sanktionslisten oder ergänzen die Liste der UN um weitere Einträge.
| Herausgeber, Land                                                                                   | Sanktionsliste                                                                                  | Bemerkungen | Weblink                                                                                      |
| --------------------------------------------------------------------------------------------------- | ----------------------------------------------------------------------------------------------- | --- | -------------------------------------------------------------------------------------------- |
| Sicherheitsrat der Vereinten Nationen (The Al-Qaida and Taliban Sanctions Committee)                | Konsolidierte Liste                                                                             | Basiert auf der ersten UN-Resolution 1267/1999 vom 15. Oktober 1999 betreffend Al-Qaida und Taliban; wird laufend aktualisiert | The Al-Qaida and Taliban Sanctions Committee (Memento vom 14. März 2007 im Internet Archive) |
| Europäische Union                                                                                   | Konsolidierte Listen                                                                            | Grundlage sind die Verordnungen nach Art. 215 AEUV und Entscheidungen, die im Rahmen der Gemeinsamen Außen- und Sicherheitspolitik getroffen werden; wird laufend aktualisiert | Webseite der EU mit mehreren Listen                                                          |
| Europäische Gemeinschaft                                                                            | Verordnung (EG) Nr. 2580/2001                                                                   | Direkte Konsequenz aus den Anschlägen vom 11. September 2001 in den USA; Basis: UN-Resolution 1373/2001; Ziel: Bekämpfung aller Formen der Finanzierung wirtschaftlicher Aktivitäten des internationalen Terrorismus | Verordnung (EG) Nr. 2580/2001                                                                |
| Europäische Gemeinschaft                                                                            | Verordnung (EG) Nr. 881/2002                                                                    | Basis: UN-Resolutionen 1267/1999 und 1333/2000; zielt gegen Personen und Organisationen, die mit Osama bin Laden, dem Al-Qaida-Netzwerk oder den Taliban in Verbindung stehen (Einfrieren von Konten, Waffenembargo, Compliance Screening)                                                                                       | Verordnung (EG) Nr. 881/2002                                                                 |
| Europäische Union                                                                                   | Beschluss 2012/642/GASP des Rates vom 15. Oktober 2012 über restriktive Maßnahmen gegen Belarus | Liste mit 243 Personen und 32 Organisationen aus Belarus | Beschluss 2012/642/GASP                                                                      |
| Europäische Union                                                                                   | Verordnung (EU) Nr. 208/2014                                                                    | Über restriktive Maßnahmen gegen bestimmte Personen, Organisationen und Einrichtungen angesichts der Lage in der Ukraine | Verordnung (EU) Nr. 208/2014                                                                 |
| Finanzministerium des Vereinigten Königreichs Großbritannien und Nordirland (HM Treasury)           | Consolidated list of financial sanctions targets                                                | Sanktionen beruhen auf Beschlüssen der Vereinten Nationen (UN), der Europäischen Union und der UK Gesetzgebung; zusätzlich wird seit 2008 noch eine Investment Ban list herausgegeben |                                                                                              |
| Staatssekretariat für Wirtschaft (SECO), Schweiz                                                    | Massnahmen gegenüber …                                                                          | Autonome Beteiligung der Schweiz seit 1990 an nichtmilitärischen Sanktionen der Organisation der Vereinten Nationen (UNO); in Form von sog. Embargomassnahmen (hauptsächlich Wirtschaftsmassnahmen); Embargomassnahmen werden in Form von Bundesratsverordnungen erlassen                                                        |                                                                                              |
| Amt für Industrie und Sicherheit der USA (Bureau of Industry and Security, BIS)                     | US Denied Persons List (US-DPL):                                                                | Liste mit Namen von Personen, denen durch das BIS befristet oder unbefristet die Exportprivilegien entzogen worden sind. An diese Personen dürfen weder von US- noch von ausländischen (deutschen) Unternehmen Waren mit US-Ursprung geliefert oder bezogen werden                                                               |                                                                                              |
| Amt für Industrie und Sicherheit der USA (US Department of Commerce, Bureau of Industry & Security) | US Entity List                                                                                  | Liste mit Namen von Personen und Unternehmen, die nach Ansicht der US-Behörden ein erhebliches Risiko der Verbreitung von Massenvernichtungswaffen oder Trägertechnologie darstellen. Der Export/Reexport vieler Güter durch US- und ausländische Unternehmen diese Personen/Unternehmen bedarf einer Ausfuhrgenehmigung des BIS |                                                                                              |
| Finanzministerium der Vereinigten Staaten (US Department of the Treasury)                           | Specially Designated Nationals and Blocked Persons (SDN List)                                   | Liste mit Personen, Gruppen und Unternehmen, die von diversen Wirtschaftssanktionen seitens des Finanzministerium der USA betroffen sind (u. a. Terroristen, Drogenhändler, aber auch sanktionierte Banken, Versicherungen, Speditionen und Frachtunternehmen aus der gesamten Welt)                                             |                                                                                              |
| Weltbank (The World Bank)                                                                           | World Bank Listing of Ineligible Firms (Debarred Firms)                                         | Liste mit Personen und Firmen, die als betrügerisch oder korrupt eingestuft sind. Den gelisteten Personen und Unternehmen wird für einen individuell festgelegten Zeitraum die Möglichkeit verwehrt, neue Kontrakte mit Finanzierungen der Weltbank zu bekommen. Ziel dieser Liste ist die Betrugs- und Korruptionsbekämpfung    |                                                                                              |

## Güterbezogene Sanktionslisten
Neben Personen, Gruppen, Organisationen werden auch bestimmte Wirtschaftsgüter (Waren) in verschiedenen offiziellen Listen geführt. Grund hierfür kann die Exportbeschränkung (Exportkontrolle) sein, wie es bei den Dual-Use-Gütern der Fall ist, die sowohl für zivile als auch für militärische Zwecke verwendet werden können. Listen mit Wirtschaftsgütern, die der Exportkontrolle unterliegen (zum Beispiel Anhang I der EG-Dual-Use-Verordnung), werden im allgemeinen Sprachgebrauch nicht als Sanktionslisten bezeichnet. „Sanktionsliste“ wird vielmehr für Güterlisten von Waren verwendet, die mit Strafzöllen belegt sind.